# Landtagswahlkreis Lippe I
Der Landtagswahlkreis Lippe I ist ein Landtagswahlkreis im Kreis Lippe in Nordrhein-Westfalen. Er umfasst die Gemeinden Bad Salzuflen, Lage, Leopoldshöhe und Oerlinghausen.

## Landtagswahl 2022
Bei der Landtagswahl 2022 erhielt Klaus Hansen für die CDU das Direktmandat. Ellen Stock (SPD) und Julia Eisentraut (Grüne) zogen über die Landeslisten ein. Von 91.535 haben 50.982 ihre Stimme abgegeben. Dies entspricht einer Wahlbeteiligung von 55,7 %. 
Die folgende Liste enthält alle angetretenen Direktkandidaten sowie alle Parteien bzw. Listen mit mehr als 0,1 % der Stimmen.
| Direktkandidat       | Partei               | Erststimmen in % | Zweitstimmen in % | Landtags- mandat |
| -------------------- | -------------------- | ---------------- | ----------------- | ---------------- |
| Klaus Hansen         | CDU                  | 34,4             | 33,5              | Direktmandat     |
| Ellen Stock          | SPD                  | 28,9             | 29,1              | Landesliste      |
| Julia Eisentraut     | GRÜNE                | 16,9             | 15,2              | Landesliste      |
| Sabine Reinknecht    | AfD                  | 7,8              | 8,2               | –                |
| Martina Hannen       | FDP                  | 5,8              | 6,0               | –                |
| Dorothea Senz-Ndiaye | LINKE                | 1,7              | 1,8               | –                |
| Dennis Möller        | Die Partei           | 1,4              | 0,9               | –                |
| Nina Otholt-Wall     | FREIE WÄHLER         | 1,8              | 1,3               | –                |
| Joachim Zens         | Die Basis            | 1,3              | 1,2               | –                |
| –                    | PIRATEN              | –                | 0,3               | –                |
| –                    | ÖDP                  | –                | 0,1               | –                |
| –                    | GESUNDHEITSFORSCHUNG | –                | 0,1               | –                |
| –                    | LIEBE                | –                | 0,2               | –                |
| –                    | FAMILIE              | –                | 0,2               | –                |
| –                    | HUMANISTEN           | –                | 0,1               | –                |
| –                    | TIERSCHUTZPARTEI     | –                | 0,95              | –                |
| –                    | TEAM TODENHÖFER      | –                | 0,1               | –                |
| –                    | VOLT                 | –                | 0,2               | –                |

## Landtagswahl 2017
Von 92.871 Wahlberechtigten im Wahlkreis bei der Landtagswahl 2017 haben 64,4 % ihre Stimme abgegeben. Die folgende Liste enthält alle angetretenen Direktkandidaten sowie alle Parteien bzw. Listen mit mehr als 0,1 % der Stimmen.
| Direktkandidat  | Partei          | Erststimmen in % | Zweitstimmen in % | Landtags- mandat |
| --------------- | --------------- | ---------------- | ----------------- | ---------------- |
| Ellen Stock     | SPD             | 35,6             | 33,4              | Direktmandat     |
| Heike Görder    | CDU             | 35,2             | 29,9              | –                |
| Martina Hannen  | FDP             | 9,3              | 12,5              | Landesliste      |
| Uwe Detert      | AfD             | 6,8              | 8,3               | –                |
| Nurcan Aymandir | GRÜNE           | 5,4              | 5,7               | –                |
| Matthias Uphoff | LINKE           | 3,9              | 3,8               | –                |
| Andreas Epp     | Aufbruch C      | 2,1              | 2,2               | –                |
| Heiko Dross     | PIRATEN         | 1,6              | 0,9               | –                |
| –               | FREIE WÄHLER    | –                | 0,9               | –                |
| –               | TIERSCHUTZListe | –                | 0,9               | –                |
| –               | PARTEI          | –                | 0,4               | –                |
| –               | NPD             | –                | 0,3               | –                |

Neben der Wahlkreisabgeordneten Ellen Stock, die als Nachfolgerin von Ute Schäfer das Mandat für die SPD halten konnte, wurde auch die FDP-Direktkandidatin Martina Hannen über die FDP-Landesliste in den Landtag gewählt. Sie ist die einzige lippische Landtagsabgeordnete, die ohne Direktmandat über eine Landesliste in das Parlament einziehen konnte.
Frau Hannen kam über den Listenplatz 24 in das Parlament. Diesen Listenplatz hatte sie allerdings nur durch einen Fehler der FDP-Landesgeschäftsstelle erhalten, der bei der Zusammenstellung und Einreichung der Liste die Plätze 24 und 48 vertauscht hatte. Zunächst hatte Hannen erklärt, das Mandat nicht anzunehmen, ihre Auffassung aber später aufgrund einer juristischen Neubetrachtung der Situation und der Zulassung der FDP-Landesliste durch den Landeswahlleiter und den Landeswahlausschuss geändert. Sie hätte das ihr zustehende Mandat niederlegen müssen, um ihre ursprüngliche Ankündigung wahrzumachen. Daraufhin hätte der Kreis Lippe einen seiner insgesamt vier Abgeordneten im Landtag und den einzigen der neuen Regierungsmehrheit verloren, es wäre dann über die FDP-Landesliste ein Kandidat aus Steinfurt nachgerückt.

## Landtagswahl 2012
Von 93.896 Wahlberechtigten haben 60,8 % ihre Stimme abgegeben.
| Direktkandidat                | Partei   | Erststimmen in % | Zweitstimmen in % | Landtags- mandat               |
| ----------------------------- | -------- | ---------------- | ----------------- | ------------------------------ |
| Heinrich Kemper               | CDU      | 30,1             | 24,8              | –                              |
| Ute Schäfer                   | SPD      | 45,5             | 41,3              | Direktmandat                   |
| Manuela Grochowiak-Schmieding | GRÜNE    | 6,7              | 9,9               | Landesliste (ab November 2012) |
| Martina Hannen                | FDP      | 5,0              | 8,7               | –                              |
| Matthias Uphoff               | LINKE    | 2,1              | 2,0               | –                              |
| Heiko Dross                   | PIRATEN  | 7,4              | 7,4               | –                              |
| –                             | sonstige | 2,2              | 5,9               | –                              |

## Landtagswahl 2010
Stimmberechtigt waren 94.328 Bürger, von denen 56.655 gewählt haben.
| Direktkandidat 2010           | Partei   | Erststimmen (in %) | Zweitstimmen (in %) | Landtags- mandat |
| ----------------------------- | -------- | ------------------ | ------------------- | ---------------- |
| Heinrich Kemper               | CDU      | 34,9               | 31,2                | –                |
| Ute Schäfer                   | SPD      | 45,0               | 38,9                | Direktmandat     |
| Manuela Grochowiak-Schmieding | GRÜNE    | 7,7                | 11,0                | –                |
| Ingrid Pieper-von Heiden      | FDP      | 4,9                | 6,4                 | Landesliste      |
| Ursula Jacob-Reisinger        | Linke    | 4,6                | 4,9                 | –                |
| Hans Immanuel Herbers         | PIRATEN  | 1,7                | 1,4                 | –                |
| Herbert August Robert Bojahr  | AUF      | 1,2                | 0,7                 | –                |
| –                             | Sonstige | -                  | 5,5                 | –                |

## Landtagswahl 2005
Wahlberechtigt waren 94.529 Einwohner.
| Direktkandidat            | Partei | Stimmen in % | Landtags- mandat |
| ------------------------- | ------ | ------------ | ---------------- |
| Ute Schäfer               | SPD    | 40,2         | Landesliste      |
| Heinrich Kemper           | CDU    | 42,3         | Direktmandat     |
| Ingrid Pieper-von Heiden  | FDP    | 6,6          | Landesliste      |
| Rainer Schäfermeier       | GRÜNE  | 5,1          | –                |
| Dietrich Eberhard Fischer | REP    | 1,0          | –                |
| Harald Nickel             | PDS    | 1,0          | –                |
| Peter Pauls               | PBC    | 1,0          | –                |
| René Karl                 | Büso   | 0,2          | –                |
| Rüdiger Kahsner           | NPD    | 0,7          | –                |
| Karl-Heinz Rieckmann      | ödp    | 0,2          | –                |
| Horst Gromann             | WASG   | 1,7          | –                |